# ヴァシリオス・ラコン
ヴァシリオス・ラコン（希: Βασίλειος Λάκων, Βασιλείου Ι Λάκωνος ヴァシリウ・ラコノス、ギリシア語ラテン翻字: Vassilios Lakon, Vasílios Lákon, Vassilios Lacon、1831年 - 1900年）はギリシャの天文学者、数学者、実験物理学者、文献学者、作家、大学教授。19世紀ギリシャにおける幾何学の先駆者であった。ラコンの数学の教科書は、19世紀後期にギリシャ全土の高等学校で多用された。

## 経歴
1831年、ケア島に生まれ、地元で初等教育を受けた。兄ディミトリオス・ラコンは詩人・リーガルライター。ヴァシリオスはアテネの高等学校に入学した。その後アテネ大学に入学して、世界的に著名な物理学者ディミトリオス・ストルンボスと天文学者イェオルイオス・コンスタンティノス・ヴーリスに教えを受けた。1850年、優秀な成績を賞して100ドラクマを与えられ、アテネ大学で数学で博士号を獲得した初の人物となった。
ストロンポスのようにフランスに渡ることを決め、1854年までソルボンヌ大学で学んだ。ジョゼフ・ベルトランに師事し、物理学や数学を研究した。また、ジョゼフ・リウヴィル、オーギュスタン＝ルイ・コーシー、ベルナール・ラミ、シャルル・スツルムの作品に触れた。
ヨーロッパは科学革命を経験していた。ギリシャやイタリアではコリダリズムに基づく制限的な教育制度が運用された。イングランド、フランス、ドイツは啓蒙時代を経験した。イタリアがガリレオを異端審問する一方でフランシス・ベーコンが科学を受容した。ギリシャ社会では、メソディオス・アンスラキティスを迫害する事件が起こった。ラコンや同年代の人物らはヨーロッパの教育制度を受入れた。
ギリシャに帰国したラコンはアテネ国立天文台の一員となり、ヴーリスを補佐した。また、ギリシャの教育制度の改革に携わった。1854年から1864年までアテネ第二高等学校で働き、また1854年から1862年までアテネ大学の実験物理学非常勤教授を兼任した。1862年にアテネ大学の純粋・応用数学の非常勤教授に抜擢された。翌年にはより多くの講義を受け持つこととなった。ラコンの執筆した教科書がギリシャ政府に採用され、ヨーロッパの現代的進歩をギリシャの教育に導入した。最初期に使用された教科書の殆どはフランス語やドイツ語の書を翻訳したものであった。ベルトランと親しかったため、1857年にベルトランの Traité d'arithmétique を翻訳して Στοιχεία Αριθμητικής として出版した。
アドリアン＝マリ・ルジャンドルによって書かれた Éléments de Géométrie はユークリッド原論の幾つかの命題を大幅に簡略化・再編し、より効率的な教科書として作られた。この書籍のギリシャ語訳は初期のギリシア教育において大きな人気を博した。1868年、ラコンはアテネ大学で正教授に昇進した。1880年には学長を務めた。演説の中でラコンは非ユークリッド幾何学の重要な発見について語った。アリストテレスの理論、公準、基本概念、公理の役割について言及した。1880年代、ラコンとその生徒イオアンニス・ハジダキスは独自に教科書を作成した。当時認可された高校・大学用教科書はラコンとハジダキスの書籍のみであった。1882年、ラコンは幾何学の教科書 Στοιχεία Γεωμετρίας を執筆した。この中でラコンは公理幾何学の解釈の概要を述べている。ギリシャの科学界においてラコンは極めて活発的に活動し、ストロンポスやアルギロプロスと頻繁に交流した。
ラコンは物質の無限可分性を実験的に立証することは不可能であるという意見を支持した。物体の質量と重量を全く異なるものとした。重力加速度の測定では様々な都市で小数点4桁まで計算を行った。同年代の人物であるアントニオス・ダマスキノスは小さな粒子同士の間、あるいは天体の間の空間には真空が存在すると考えていた。一方でアルギュロプロスとラコンはエーテルの存在によって絶対的な真空は存在し得ないと考えた。また2人はフーコーの振り子実験の結果を支持した。他にラコンは電磁気学においても広範な研究を行っている。
ラコンの長男コスタス・カルタイオスは詩人。ゲオルク・ラコンは植物学者。

## 幾何学
1882年にラコンが出版した書籍は幾何学基礎論に焦点を当てている。エウクレイデスは直線のために2つの公準を用い、平面には1つの公理も使わなかった。ラコンは直線のために1つの公理と2つの公準を提唱し、平面においてもある公準を導入している。ラコンのアイデアはロバート・シムソン、ボーヤイ・ファルカシュ、ヘルマン・フォン・ヘルムホルツらの著名な作品に大いに影響を受けている。ラコンはユークリッド幾何学に対し批判的であった。ユークリッド幾何学は曖昧であり、等しい・大小といったような明確な概念による定義に欠けていたと考えたためである。ラコンは論理的に推論できる幾何学の特徴づけを用いた。演繹的な解析にアリストテレスの認識論的理論を取り入れた。19世紀ドイツの数学者の間では平面の定義を巡って議論が発展した。エウクレイデスによる平面の定義は曖昧だと感じる数学者もいた。
エウクレイデスは「平面とは、その面上の直線に均一に横たわる面だ」と述べている。この定義は「その線上の点に均一に横たわる線だ」という直線の定義に似ている。 シムソンはエウクレイデスの原論を訳し（The Elements of Euclid (1756)）「面上に任意の2点を取って、それらを結ぶ直線上の点はすべてその面に含まれる」ような面を平面と定義した。ラコンはこの定義を採用し、「平面」の存在を証明した。また、 空間内の物体の位置と反転を利用する、軸の周りの直線の回転によってできる立体の理論として幾何学を形容した。運動の処理においてはヘルムホルツ、球体の解釈においてはボーヤイの影響を受けた。ラコンの生徒であるハジダキスは自身の書いた教科書にラコンの仕事を取り入れている。
ラコンの幾何学解析は9つの公理と公準から成る。ラコンは面積、境界、立体、面、線などを原始概念として提示した。また、位置、連続性、点、部分、全体についても詳しく述べた。幾何学を運動の概念として追跡し、平面あるいは空間内の幾何学的対象の回転・移動を議論した。球体を最も単純な幾何学的対象と見なしている。自身の幾何学に対する観点を立体の理論として整理した。

### 公理
1. 2つの異なる長さの直線（線分）を与える。短い方を十分足せば、長い方を超えることができる。

### 定義
1. 2つの図形について、変形せずに一方をもう一方のへ移動して、両者が等しい空間を占めている、則ちどちらか一方の持つ点がもう一方にも存在しているならば、これを合同という[14]。
2. 平面とは、その面上の2点を繋ぐ直線がすべて面に収まっているような面である。

### 公準
1. 任意の図形は、図形内の一点を他の一点に移動できるように、変形しないで位置を変えることができる[15]。
2. 立体あるいは面上に任意に2点A, Bを取る。このときA, Bを動かさないで、最初の位置に戻るまで、対象を新たな位置に移動することができる[16]。
3. A, Bを結ぶ線について、その線を含む図形がA, Bを中心に回転するとき、動かないような線がただ一つ存在する。この線を直線と呼ぶ[14]。
4. 面上の任意の2点を結んでできる直線がその面に含まれるような面が存在する[17]。
5. 2つの線分を与えたとき、一方の線の1つの端点をもう一方の線の端点に移動して、さらに一方の線の2つ目の端点がもう一方の線分内に存在するように移動することができる。
6. 与えられた図形の任意の2点について、2点を含むすべての線分を超える線分が存在する[18]。
7. 任意の図形について、その中に与えられた3点が与えられた平面に含まれるような位置に移動することができる[19]。
8. 線分ABがその一方の端点Aを中心に移動したときに通過できる点は「球体」と呼ばれる物体の点である[20]。

### 定理
1. 与えられた直線にその中の一定の点で垂直な線分の軌跡は、その面上に位置する任意の2点について、それを繋ぐ直線は面内にあるという性質を持つ。

## 著作
- Στοιχεία Αριθμητικής (1857)
- Στοιχεία Φυσικής (1863)
- Άλγεβρα (1866)
- Περί των Αρχών της Γεωμετρίας (1881)
- Στοιχεία Γεωμετρίας (1882)
- Στοιχεία Κοσμογραφίας (1888)